# 프랑스의 항공사 목록
이 문서는 프랑스의 항공사에 대한 설명문서이다.

## 목록
| 항공사                         | 지역               | 유형               |
| ------------------------------ | ------------------ | ------------------ |
| 아에로 차터 DARTA              |                    |                    |
| 아에로 서비스 이스큐티브       |                    |                    |
| 아이글 아주르                  | 프랑스             | 중간               |
| 에어 오스트랄                  | 레지오날           | 지역, 중간, 장거리 |
| 에어 카라이브                  | 레자빔             | 중간, 지역         |
| 에어 카라이브 아틀랑티크       | 파레이 뷜레 포스트 | 장거리             |
| 에어 코스타리카                | 아작시오           |                    |
| AIRBUS 트랜스포트 인터내셔널   | 블랴낙             | 화물               |
| 에어프랑스                     | 프랑스             | 중간, 장거리, 화물 |
| 에어 메디테라네                | 라파우가           | 중간               |
| 에어 생피에르                  | 생피에르미클롱     | 지역               |
| 에어 아워크                    | 라라멘틴           | 지역               |
| 아틀랑티크 에어 어시스턴스     | 라 칼로보라르      | 지역               |
| 아틀랑티크 에어 항공           | 라 칼로보라르      | 지역               |
| 애틀랜틱 에어 리프트           | 낭트               |                    |
| CAIRE 항공 (ex-에어 기아나 SP) | 마투리             | 지역               |
| CCM 항공                       | 아작시오           | 중간, 지역         |
| 챌에어                         | 카르피케           | 시오               |
| 코스에어 국제항공              | 헝지스             | 장거리             |
| 유로 에어포스트                | 비렌날레           | 중간               |
| 피니스트 에어                  | 구파바스           | 지역               |
| 헬리스 에어                    | 루르드             | 지역               |
| 에어 프랑스 HOP                | 헝지스             | 지역               |
| JDP 프랑스                     | 파리               | 지역               |
| 제트 안트러프러너스 (위젯)     | 파리               | 장거리             |
| 오픈스카이스 (ex-라비용)       | 위스아우스         | 장거리             |
| 팬 유로페니                    | 비비에르 두 라크   | 지역               |
| PEAS 항공                      | 비비에르 두 라크   | 지역               |
| 리티모 에어 트랜스포트         | 비비에르 두 라크   | 지역               |
| 세인트 바스 커뮤터             | 생바르텔르미       | 지역               |
| 트랜스아비아닷컴 프랑스        | 파레 비에유 포스티 | 중간               |
| 트윈제트                       | 엑상프로방스       | 지역               |
| XL 에어웨이즈 프랑스           | 프랑스             | 장거리, 중간       |

## 같이 보기
- 항공사 목록